# Ди Телья, Гидо
Гидо Ди Телья (12 июня 1931, Буэнос-Айрес — 31 декабря 2001, Буэнос-Айрес) — аргентинский экономист, бизнесмен и дипломат. С 1991 по 1999 год служил министром иностранных дел.

## Биография

### Начало карьеры
Гидо Хосе Марио Ди Телья родился в Буэнос-Айресе в 1931 году. Его отец, Торкуато Ди Телья, был итальянским иммигрантом, который стал известным промышленником в Аргентине. Его компания Siam di Tella производила промышленную и бытовую технику. Гидо потерял отца в 17 лет, по его желанию молодой человек получил инженерное образование в Университете Буэнос-Айреса с целью позднее возглавить семейную промышленную компанию, которая являлась работодателем для 5000 человек. Он также увлекся политикой, став соучредителем христианско-демократической партии Аргентины в 1954 году. Получив диплом в 1955 году, он был принят в Массачусетский технологический институт (MIT), где в 1959 году получил степень доктора экономических наук. Он женился на Нелли Рувира, в браке у них было пятеро детей.
Вернувшись в Аргентину, он вместе со своим старшим братом Торкуато основал образовательный и культурный фонд — Институт Торкуато Ди Телья. К тому времени Гидо Ди Телья стал сторонником бывшего президента-популиста Хуана Перрона. Такая позиция была необычной для молодых аргентинцев привилегированного происхождения. Но Гидо считал, что предрассудки по отношению к рабочему классу перонистов должны исчезнуть, если Аргентина, как он говорил, хочет стать вновь «серьезной страной». Преподавая в своей альма-матер и в Аргентинском католическом университете, он также помог побудить Институт Ди Телья стать ведущим спонсором местного авангардного движения в искусстве в 1960-х годах. Поддержка Перона привела его к недолгому изгнанию из Аргентины в начале 1970-х годов, тогда он стал приглашенным научным сотрудником колледжа Святого Антония в Оксфордском университете.
Ди Телья был в окружении Перона во время краткого визита стареющего лидера в ноябре 1972 года, который был ему разрешён накануне всеобщих выборов 1973 года. После смерти Перона в июле 1974 года его вдова и преемница Исабель Перон назначила Ди Телья на пост заместителя министра экономики — должность, которую он занимал вплоть до переворота в марте 1976 года, свергнувшего Исабель Перон. Затем Ди Телья провел несколько лет в изгнании в Оксфорде, где он написал книгу о своем опыте. Вернувшись в Аргентину в 1989 году, он никогда не разрывал связи с городом и университетом, продолжал содержать там дом, в который приезжал каждую весну.

### Министр иностранных дел
Сторонник Перона Карлос Менем, избранный на пост президента Аргентины в 1989 году, вернул Ди Телья на должность заместителя министра экономики при Мигеле Роиге. А спустя несколько дней после смерти пожилого Роига он был назначен послом США. Перестановка в кабинете министров в феврале 1991 года привела к тому, что Ди Телья сменил Доминго Кавальо на посту министра иностранных дел. Кавальо был назначен министром экономики, на этом посту он инициировал сближение Аргентины с Соединенным Королевством и Соединенными Штатами. Дипломатические отношения с Великобританией были возобновлены в феврале 1990 года, Аргентина приняла участие в операции «Буря в пустыне» в ходе войны в Персидском заливе.
Однако Аргентина имела давнюю традицию голосования против США в Организации Объединенных Наций, в течение многих лет была активным членом движения неприсоединения. Ди Телья провел перестройку Менемом аргентинской внешней политики по отношению к «Вашингтонскому консенсусу», обрисовав в общих чертах новую идею США и Аргентины, которую министр иностранных дел назвал «плотскими отношениями». Усилия Ди Тельи привели к тому, что в 1997 году президент США Билл Клинтон принял решение назначить Аргентину крупным союзником, не входящим в НАТО.
Ему удалось установить новые теплые отношения с Великобританией и подписать знаменательные соглашения о коммерческом сотрудничестве в отношении исключительной экономической зоны вокруг Фолклендских островов с министром иностранных дел Великобритании Дугласом Хердом в ноябре 1991 года.
Внимание, оказываемое жителям Фолклендских островов, в основном не приносило результатов — хотя оно привело к улучшению мнения об Аргентине островитянами, которые поверили в то, что он стал первым аргентинским политиком, который признал, что при решении любой проблемы необходимо прислушиваться к мнению островитян.

### Поздние годы жизни
Ди Телья уволился с государственной службы со сменой администрации в декабре 1999 года. После чего получил звание почетного товарища святого Антония (редкое отличие в Аргентине). В октябре 2000 года он посетил Фолклендские острова в качестве рядового гражданина и был тепло встречен благодаря концессии, которую он получил для граждан Аргентины, будучи министром иностранных дел.
Болезнь вынудила Ди Телью уйти из политики. 2001 год ознаменовался расследованием его возможного участия в незаконной продаже оружия во времена Менема в Хорватию и Эквадор, которые в то время были вовлечены в войны. Он не признавал своей вины и в конечном итоге был избавлен от преследования законом из-за проблем со здоровьем. Уединенный за пределами Наварро, Буэнос-Айрес, Ди Телья в канун нового 2001 года перенес инсульт, который послужил причиной его смерти. Он скончался в возрасте семидесяти лет. У него осталась вдова Нелли и пятеро детей.

## Примечание
1. 1 2  Guido di Tella // Munzinger Personen (нем.)
2. 1 2 3 4  "Guido di Tella". Telegraph.co.uk (8 января 2002). Дата обращения: 17 ноября 2019. Архивировано 30 марта 2020 года.
3. 1 2 3 4  Guido Jose Mario Di Tella ( 1931-2001 ). http://www.eumed.net. Дата обращения: 17 ноября 2019. Архивировано 25 января 2020 года.
4. ↑  Terra: Cronología del escándalo (in Spanish) RELACIONES CON LOS PAISES EUROPEOS (1989-1999). Дата обращения: 19 ноября 2019. Архивировано 3 марта 2016 года.